# Horohove, Kaharlîk
Horohove (în ucraineană Горохове) este localitatea de reședință a comunei Horohove din raionul Kaharlîk, regiunea Kiev, Ucraina.

## Demografie
Componența lingvistică a localității Horohove
     Ucraineană (98,64%)
     Rusă (1,36%)
Conform recensământului din 2001, majoritatea populației localității Horohove era vorbitoare de ucraineană (98,64%), existând în minoritate și vorbitori de rusă (1,36%).